# 馬門原の戦い
馬門原の戦い（まかどばるのたたかい）は、現在の国道445号の近く、上益城郡山都町杉木（すぎ）、山田あたりで起こった戦いで、別名、「幕の平の戦い」「幕の平合戦」とも呼ばれることがある。
当地は地形が台地状になった場所である。
この地が選ばれたのは、古より肥後と日向の国の重要な交易路であった「日向往還」沿いであったからと推察される。現在、現地には畑が広がっている。その中にぽつんと御影石でできた小振りの「日向往還」の石柱が建っており、その脇に「幕の平古戦場跡」と書いてあるだけである。

## 背景
北朝方阿蘇大宮司の阿蘇惟忠は、南朝方阿蘇大宮司の阿蘇惟歳の子阿蘇惟家を大宮司としたが、その後も実権を手放さず、亡くなる直前まで権力を保持していた。
南朝方の阿蘇惟歳・阿蘇惟家は守護職菊池重朝の支援を受け、一方の北朝方の阿蘇惟忠の子阿蘇惟憲は相良為続と結んで対立した。

## 経緯
文明17年（1485年）、人吉の相良氏と宇土の名和氏の争いが発端となり、これに阿蘇氏の内紛が加わり、さらに郡浦を争った赤熊の戦いの流れを受けて起こった戦である。
〈菊池氏連合〉「菊池重朝と阿蘇惟歳・阿蘇惟家連合軍」対「相良為続と阿蘇惟憲連合軍」〈相良・阿蘇連合〉の構図で行われた合戦で、菊池方の敗北に終わる。
この戦により、赤熊の戦いで宇土を追われていた宇土為光（元は菊池系）が宇土を奪い返し、相良氏は八代・豊福を得た。
菊池氏はこの戦いに敗れたことで、急速に権威を失っていくことになった。